# Serie A 1954-1955 (pallacanestro maschile)
La Serie A 1954-1955 è stata la trentatreesima edizione del massimo campionato italiano di pallacanestro.
Le squadre di Serie A rimangono 12 e si incontrano in un girone all'italiana con partite d'andata e ritorno. La prima in classifica vince lo scudetto, l'ultima retrocede direttamente e la penultima sfida la seconda classificata della Serie B per l'ammissione al campionato successivo. La Minganti Bologna vince il suo quinto scudetto, spodestando la Borletti (terza) e superando di un punto la Ginnastica Triestina.

## Classifica
|  |     | Classifica finale 1954-1955 | Pt | G  | V  | N | P  | PtF  | PtS  |
|  | --- | --------------------------- | -- | -- | -- | - | -- | ---- | ---- |
|  | 1.  | Minganti Virtus Bologna     | 32 | 22 | 15 | 2 | 5  | 1375 | 1117 |
|  | 2.  | Ginnastica Triestina        | 31 | 22 | 15 | 1 | 6  | 1398 | 1334 |
|  | 3.  | Borletti Olimpia Milano     | 27 | 22 | 13 | 1 | 8  | 1515 | 1329 |
|  | 4.  | Preti Gira Bologna          | 27 | 22 | 12 | 3 | 7  | 1292 | 1245 |
|  | 5.  | Benelli Vuelle Pesaro       | 24 | 22 | 12 | 0 | 10 | 1279 | 1235 |
|  | 6.  | Storm Pall.Varese           | 21 | 22 | 10 | 1 | 11 | 1270 | 1376 |
|  | 7.  | Ginnastica Roma             | 20 | 22 | 9  | 2 | 11 | 1347 | 1347 |
|  | 8.  | Stella Azzurra Roma         | 20 | 22 | 8  | 4 | 10 | 1380 | 1455 |
|  | 9.  | Reyer Venezia               | 18 | 22 | 7  | 4 | 11 | 1294 | 1403 |
|  | 10. | Pallacanestro Pavia         | 17 | 22 | 8  | 1 | 13 | 1322 | 1401 |
|  | 11. | Milenka Pall.Cantù          | 16 | 22 | 8  | 0 | 14 | 1132 | 1219 |
|  | 12. | Junghans Venezia            | 11 | 22 | 4  | 3 | 15 | 1088 | 1236 |

## Risultati
| Risultati            | GR    | BP    | BM     | GT    | JV    | MC    | VB    | PP    | PB    | RV    | SR    | SV    |
| -------------------- | ----- | ----- | ------ | ----- | ----- | ----- | ----- | ----- | ----- | ----- | ----- | ----- |
| A.S. Roma            |       | 67-66 | 77-81  | 57-50 | 72-52 | 81-58 | 75-67 | 70-54 | 68-82 | 76-58 | 58-64 | 79-50 |
| Benelli Pesaro       | 61-50 |       | 47-49  | 50-36 | 67-45 | 61-45 | 60-56 | 66-46 | 74-42 | 77-61 | 58-46 | 69-57 |
| Borletti Milano      | 61-41 | 74-43 |        | 78-84 | 76-42 | 80-52 | 59-51 | 91-60 | 81-65 | 88-55 | 69-51 | 59-56 |
| Ginnastica Triestina | 54-51 | 90-70 | 72-57  |       | 50-45 | 74-69 | 64-51 | 64-53 | 46-45 | 85-78 | 74-59 | 78-60 |
| Junghans Venezia     | 62-40 | 53-54 | 69-69  | 48-58 |       | 38-47 | 29-38 | 48-43 | 45-49 | 45-45 | 55-48 | 58-35 |
| Milenka Cantù        | 32-35 | 46-47 | 50-45  | 58-55 | 44-30 |       | 39-55 | 41-42 | 56-67 | 68-56 | 72-42 | 62-42 |
| Minganti Bologna     | 80-70 | 67-42 | 72-57  | 93-48 | 64-31 | 67-46 |       | 60-45 | 51-39 | 71-55 | 76-43 | 50-38 |
| Pallacanestro Pavia  | 65-65 | 52-46 | 78-66  | 62-76 | 62-55 | 66-39 | 60-71 |       | 79-73 | 87-66 | 79-71 | 74-75 |
| Preti Bologna        | 52-51 | 51-44 | 51-40  | 80-70 | 60-49 | 40-41 | 54-54 | 51-46 |       | 61-51 | 82-71 | 63-34 |
| Reyer Venezia        | 55-50 | 59-52 | 72-62  | 58-51 | 54-54 | 50-43 | 56-54 | 82-69 | 63-63 |       | 67-67 | 49-56 |
| Stella Azzurra Roma  | 61-61 | 65-59 | 75-70  | 60-60 | 88-78 | 86-71 | 57-77 | 66-56 | 53-53 | 79-57 |       | 81-61 |
| Storm Varese         | 82-53 | 78-68 | 65-103 | 52-59 | 69-58 | 60-53 | 50-50 | 59-50 | 78-69 | 51-47 | 62-47 |       |

## Spareggio retrocessione
Al termine della stagione, la Pallacanestro Cantù ha disputato lo spareggio salvezza contro la Mazzini Morini Bologna, seconda classificata della Serie B. Le prime due partite sono state giocate in casa delle due società, l'ultima a Venezia.
|  | Finale          |                 |                 |                 |    |    |    |  |
|  |                 |                 |                 |                 |    |    |    |  |
|  | Milenka Cantù   | Milenka Cantù   | Milenka Cantù   | Milenka Cantù   | 75 | 55 | 55 |  |
|  | Mazzini Bologna | Mazzini Bologna | Mazzini Bologna | Mazzini Bologna | 72 | 65 | 64 |  |

## Verdetti
- Campione d'Italia:  Minganti Bologna

Formazione: Mario Alesini, Giuliano Battilani, Umberto Borghi, Nino Calebotta, Achille Canna, Germano Gambini, Lamberti, Mioli, Carlo Negroni, Luigi Rapini, Rizzi, Vittorio Tracuzzi, Verasani, Luciano Zia. Allenatore: Vittorio Tracuzzi.
- Retrocessioni: Milenka Cantù e Junghans Venezia.